# Joachim Halupczok
Joachim Halupczok, född den 3 juni 1968 i Niwki, Polen, död 5 februari 1994 i Opole, Polen, var en polsk tävlingscyklist som tog OS-silver i lagtempoloppet vid olympiska sommarspelen 1988 i Seoul.